# 다듬이

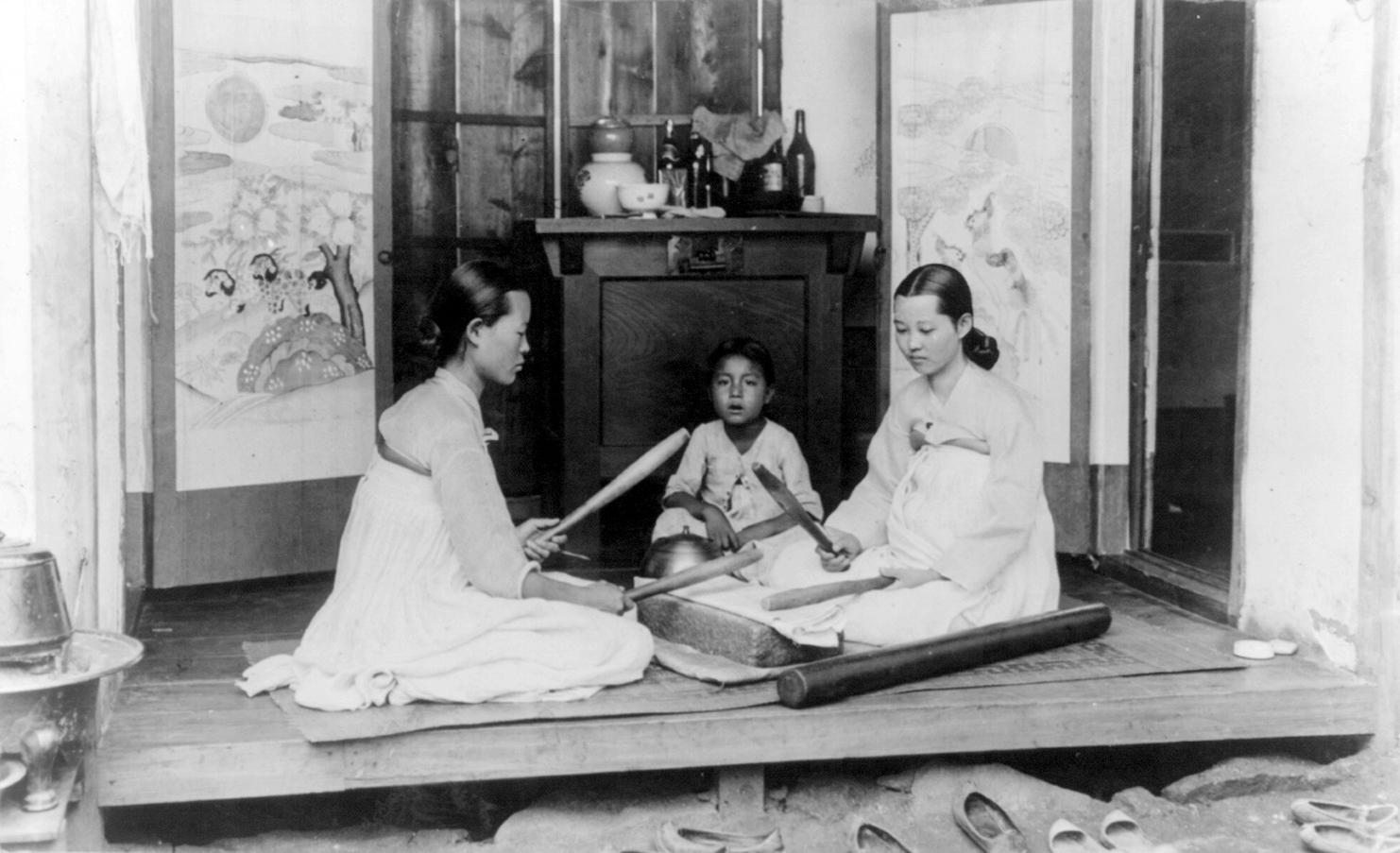
다듬이질을 하는 모습

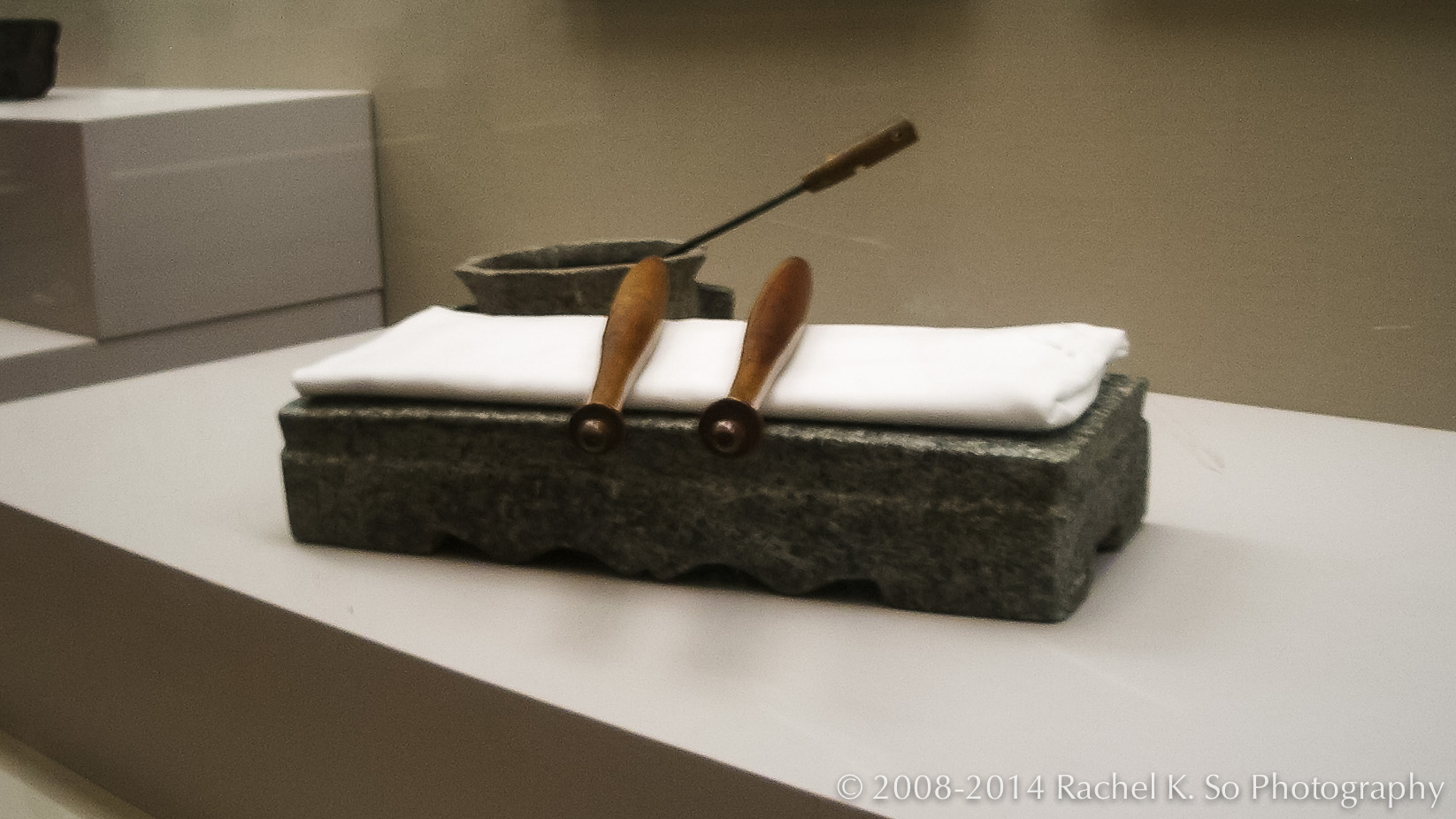
다듬잇방망이와 다듬잇돌

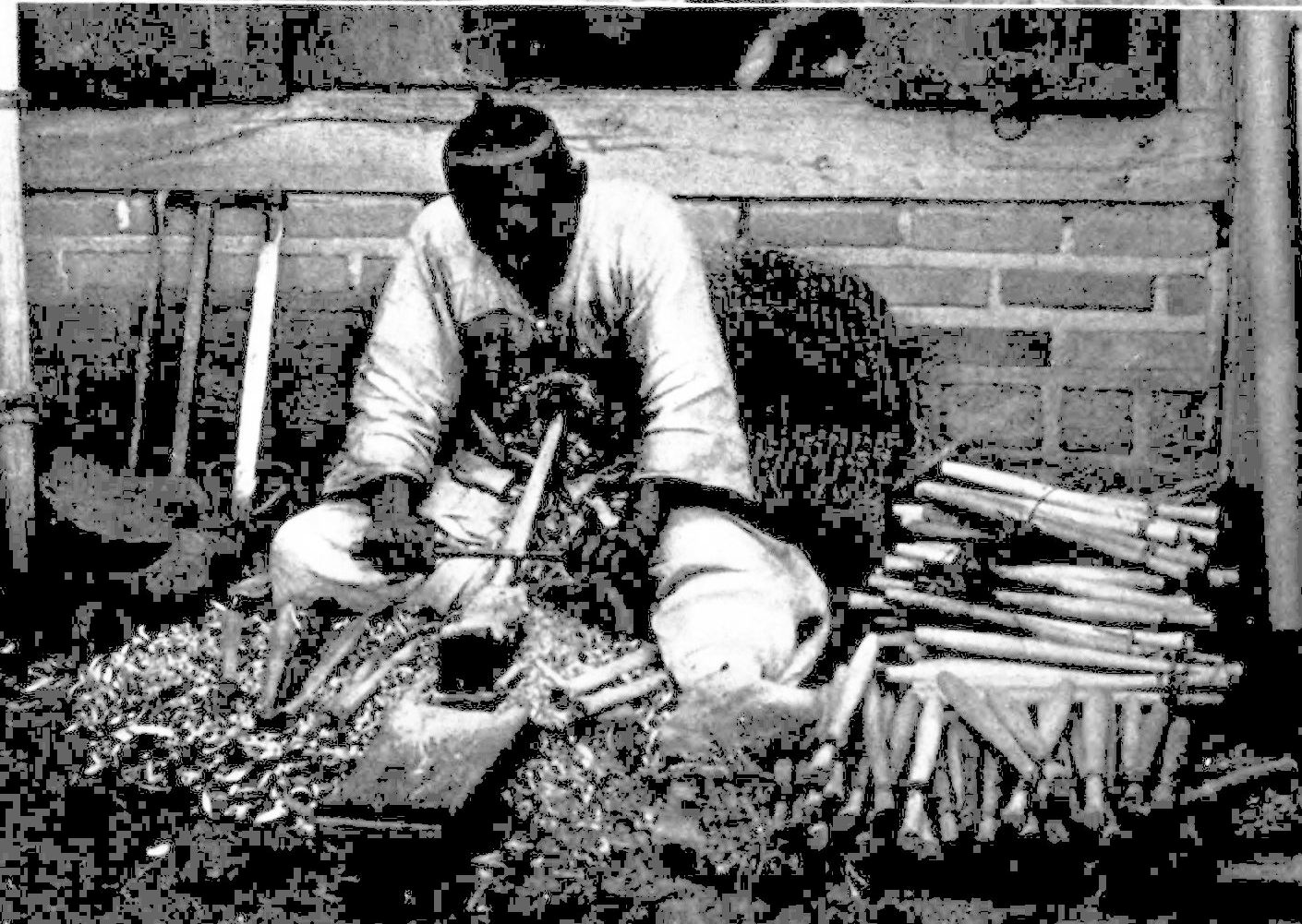
다듬잇방망이를 만드는 모습

다듬질은 다듬이질이라고도 한다. 세탁된 옷감의 주름을 펴고 부드럽게 만들기 위해, 옷감을 방망이로 두들겨 손질한다. 다듬이 도구로는 다듬잇돌, 다듬잇방망이, 다듬잇포대기, 홍두깨, 홍두깨틀 등이 있다. 두들기는 방망이를 다듬잇방망이, 밑에 받치는 돌을 다듬잇돌이라 한다. 홍두깨는 모시나 명주와 같은 얇은 천을 다듬을 때 사용한다.

## 역사
18세기의 책인 ≪규합총서(閨閤叢書)≫에는 옷감에 따른 다듬이질 방법과 손질법이 자세히 나와 있다. 이를 통해 17~18세기부터 사용했을 것으로 추측하고 있다. 예로부터 한국에서는 삼희성(三喜聲)이라 하여 세 가지 듣기 좋은 소리로 아이 우는 소리, 글 읽는 소리, 다듬이질 소리를 꼽았다. 다듬이질할 때 울리는 경쾌한 소리가 건강한 생명력이나 일상생활의 근면성과 안정을 떠올리게 했기 때문이라고 한다.

## 일반적 형태 및 특징
다듬잇돌은 주로 화강암, 납석, 대리석 등으로 만들어지며, 박달나무나 느티나무 같은 단단한 나무로 만들기도 했다. 충청도나 함경도 지역에서 박달나무로 만들기도 했으며, 이 경우에는 ‘다듬잇대’라고도 불렀다. 모양은 두꺼운 직사각형이다. 옷감과 닿는 윗면은 옷감이 상하지 않도록 매끄럽게, 밑면보다는 약간 넓게 만든다. 밑면의 네 모서리에는 네 개의 짧은 다리가 있으며, 양쪽에는 손을 넣어 들어 옮길 수 있도록 홈이 파여있다. 침석(砧石)이라고 하기도 한다.
다듬잇방망이는 두 개가 한 쌍이며 나무로 만든다.

## 방법
먼저, 푸새-옷에 풀을 먹이는 일, 옷감을 뻣뻣-를 한 세탁물을 완전히 말린다. 그다음 손에 물을 묻혀 조금씩 뿌리거나 입으로 뿜어 옷에 물을 적신다. 물에 적신 빨래는 대강 접어 빨랫보에 싸놓은 뒤, 물기가 골고루 퍼질 때까지 기다린 뒤, 솔기를 맞추어가며 다시 접는다. 그 후, 보자기에 싼 빨래를 다듬잇돌 위에 올려놓고 방망이로 두들겨 다듬이질한다. 혼자 할 때는 양손에 방망이를 잡고 두들기고, 두 명이 할 때는 가운데에 다듬잇돌을 두고 마주 앉아 두들긴다. 어느 정도 두들긴 후, 펼쳤다 접기를 반복하면 빨래의 구김이 펴지고 윤기가 난다. 올이 고운 명주와 같은 옷감은 다듬잇돌에서 초벌로 다듬은 후, 홍두깨에 감아서 다듬잇방망이로 돌려가며 두들겨 손질한다.

## 사회, 문화적 의의
한국 사람들은 늦가을과 겨울철에 솜옷이나 침구류를 다듬이질했다. 밤늦게까지 두 사람이 네 개의 방망이로 음률에 맞추어 옷감을 다듬는 소리는 한국 풍속의 일면을 이루었다. 백의민족에게 다듬이는 새로운 정신을 가다듬는 의미기도 했다. 다듬이질을 인고침(忍苦砧)이라고 하기도 하는데, 감당하기 힘든 마음의 고통을 다듬이질로 참는다는 뜻이다. 다듬잇돌은 각각 음색이 다르다. 지방마다 좋아하는 소리가 있어, 타악기를 만들 듯 독특한 소리가 나도록 조각했기 때문이다. 화려한 그림과 색이 칠해진 다듬잇돌도 있고 죽은 사람의 인적 사항이 적힌 다듬잇돌도 있다. 당시의 취향과 문화를 고스란히 반영한 모습이다. 다듬이질은 옷감을 방풍용으로 만들기에도 유용했다. 한복을 만들 때 풀을 먹이고 다듬이질을 하면, 섬유가 확산되고 풀이 묻어 방풍이 잘 되었다. 또한, 풀이 묻은 표면은 매끈해서 때가 덜 탔고, 빨 때는 풀이 같이 떨어져 나가 세탁이 용이했다.

## 관련 자료
다듬잇소리는 다듬이질을 하는 여인들의 삶을 그려낸 무애 양주동의 시다. 양평민요는 다듬이질하는 소리를 의성어로 표현했다.

### 무애양주동– 다듬잇소리
이웃집 다듬잇소리
밤이 깊으면 깊을수록 더 잦아 가네
무던히 졸리기도 하련만
닭이 울어도 그대로 그치지 않네
의좋은 동서끼리
오는 날의 집안일을 재미있게 이야기하며
남편들의 겨울 옷 정성껏 짓는다며는
몸이 가쁜들 오죽이나 마음이 기쁘랴마는
혹시나 어려운 살림살이
저 입은 옷은 해어졌거나 헐벗거나
하기 싫은 품팔이 남의 비단 옷을
밤새껏 다듬지나 아니 하는가.

### 양평민요
다디미 다디미
연다디미
어깨너머에서 놀고
박달 방맹은
팔자가 좋아서
큰아기 손목으로만
뱅뱅 돌아댕기네

### 다듬이놀이
다듬이놀이는 전라북도 남원시에서 행해지던 놀이다. 부녀자들이 다듬잇돌을 가운데 두고 마주보고 앉아 누가 다듬이질을 더 잘하는 지 겨뤘다. 마주보고 앉은 두 사람은 장단과 음의 높낮이에 따라 다듬이 방법에 변화를 준다. 다듬이질의 지루함을 없애기 위해 하던 놀이다. 현대에 와서 세탁 방법과 옷감의 소재가 변화하면서, 지금은 거의 하지 않게 되었다.